# CD Tudelano
CD Tudelano is een Spaanse voetbalclub uit Tudela in Navarra die vanaf 2012 uitkwam op het derde niveau in Spanje.
Tijdens het overgangsjaar 2020-2021 van de Segunda División B zou de ploeg een plaatsje kunnen afdwingen in de nieuw opgerichte Primera División RFEF.  Tijdens het seizoen 2021-2022 kon met een negentiende plaats in de eindrangschikking het behoud niet afgedwongen worden.  Zo speelt de ploeg vanaf seizoen 2022-2023 op het vierde niveau van het Spaans voetbal, de Segunda División RFEF.